# Pablo Contreras
Pablo Andrés Contreras Fica (Santiago, 11 september 1978) is een voormalig profvoetballer (verdediger) uit Chili die onder meer uitkwam voor de Griekse eersteklasser Olympiakos Piraeus. Verder speelde hij onder andere voor AS Monaco, CA Osasuna en Celta de Vigo.

## Interlandcarrière
Contreras speelde sinds 1999 in totaal 65 wedstrijden voor de Chileense nationale ploeg. Hij scoorde twee keer voor zijn vaderland. Hij maakte zijn debuut op 17 februari 1999 tegen Guatemala (1-1), net als David Pizarro. In 2000 won Contreras met het Chileens voetbalelftal onder de 23 de bronzen medaille bij de Olympische Zomerspelen in Sydney, Australië.
Op 11 juli 2007 werd Contreras door de Chileense voetbalbond voor twintig interlandduels geschorst wegens een vermeend drinkgelag voorafgaand aan de kwartfinale tegen Brazilië bij de strijd om de Copa América 2007. Dat duel ging met 6-1 verloren, tot woede van het thuisfront. Behalve Contreras kregen ook Jorge Vargas, Rodrigo Tello, Jorge Valdivia, Reinaldo Navia en Álvaro Ormeño een schorsing opgelegd. Vargas zei nog voor de afgetekende nederlaag tegen Brazilië dat alle berichten overdreven waren: "We hebben alleen wat gedronken in het hotel, niet meer dan dat. We zijn niet in een ruzie beland en zijn niet de stad ingegaan."
Later dat jaar, op 7 december 2007, maakt de Chileense voetbalbond bekend de straf van Vargas, Contreras, Tello, Valdivia en Navia te hebben gehalveerd, nadat zij publiekelijk hun excuses hadden gemaakt. Over Ormeño deed de bond geen mededeling.